# Polpettone di melanzane
El polpettone di melanzane (en italiano ‘albondigón de berenjena’) es una receta «pobre» típica del Levante genovés, extendida con diversas variantes a otras provincias de Liguria.
Nacida en la cocina popular, ya que incluye los productos de la huerta en verano, alguna «carne de pobre» (como el pollo) y hierbas aromáticas.
La receta puede hacerse con otras verduras estivales, como por ejemplo calabacín o judías, más o menos de la misma forma.
- Datos: Q3907671